# 中2映画プロジェクト・アイドル部

中2映画プロジェクト・アイドル部は、日本の女性アイドルグループ。2022年7月24日お披露目。所属事務所はTNX、運営はジ・ズー。
この項では、中2映画プロジェクト・アイドル部からの選抜メンバーにより結成されたアイドルユニット、ぽぷりす｟NEW POPRETTY STYLE｠ についても記述する。

## 概要
- つんく♂総監修「中2」をテーマに青春映画を製作するプロジェクト「中2映画プロジェクト」より、アイドル活動を希望するメンバー9名により結成された[1][2]。在籍期間は「3年」限定としている。
- 2022年6月「TOKYO青春映画祭」ノミネート作品、映画「懐胎新書」の主題歌「TOKYO DRAMATIC〜単純ってピュアだよ!〜」歌唱から活動をスタート。
- 不定期に開催される主催公演、および対バン形式のアイドルライブを中心に、学園祭、地域の祭りなどでパフォーマンスを行っている。
- 活動はメンバーの学業、学校行事などを優先しており、毎回出演メンバーや出演人数が変わるのが特徴である。ライブはオリジナル楽曲と、ハロー!プロジェクト、NICE GIRL プロジェクト!などつんく♂関連アイドルグループを中心とするカバー楽曲で構成される。

## メンバー
| 名前                        | 愛称     | 生年月日               | 血液型 | 出身地       | メンバーカラー | 加入日                         | 備考                       |
| --------------------------- | -------- | ---------------------- | ------ | ------------ | -------------- | ------------------------------ | -------------------------- |
| 桜未 莉緒 おうみ りお       | みりおん | 2005年3月23日（20歳）  | B型    | 神奈川県     | くりおねピンク | 2022年7月24日 （初期メンバー） | 横浜美少女図鑑 モデル      |
| 西 玲名 にし れいな         | 西ちゃん | 2008年7月24日（16歳）  | AB型   | 愛知県       | サンオレンジ   | 2022年7月24日 （初期メンバー） |                            |
| 雪蘭 あんり せつらん あんり | あんり   | 2005年12月5日（19歳）  | A型    | アイルランド | 紫             | 2023年5月28日 （2期生）        | 旧活動名：あんり           |
| 三原 みなみ みはら みなみ   | みなみん | 2006年12月25日（18歳） | O型    | 千葉県       | 赤             | 2023年5月28日 （2期生）        | 旧活動名：みなみ           |
| うさ                        | うーたん | 2010年5月14日（14歳）  | A型    | 東京都       | ミントグリーン | 2023年5月28日 （2期生）        |                            |
| 千葉 琴葉 ちば ことは       | ばーちー | 2009年6月17日（15歳）  | B型    | 大阪府       | 緑             | 2024年 （3期生）               | 仮入部希望メンバーから加入 |

### 仮入部希望メンバー
- 芭月沙也子（はづき さやこ）生年月日：2009年9月27日（15歳）、血液型：A型、出身地：茨城県

#### 旧・仮入部希望メンバー
- 千葉琴葉（ちば ことは）

## 旧メンバー
| 名前                        | 愛称           | 生年月日               | 血液型 | 出身地   | メンバーカラー | 加入日        | 備考 |
| --------------------------- | -------------- | ---------------------- | ------ | -------- | -------------- | ------------- | --- |
| せら                        | せら           | 2004年11月20日（20歳） | B型    | 大阪府   |                | 2022年7月24日 | 2023年3月31日卒業 元マイナビティーンズJK編集部 卒業後は高岡せらとして活動 スターレイプロダクション所属                                                                                       |
| 濱中 里凪 はまなか りな     | はまちゃん     | 2004年11月23日（20歳） | B型    | 埼玉県   |                | 2022年7月24日 | 2023年3月31日卒業 |
| 五十嵐 蘭 いがらし らん     | ランラン       | 2009年2月6日（16歳）   | A型    | 東京都   |                | 2022年7月24日 | 2023年8月31日卒業 2024年7月より「僕のシンデレラブストーリー」浅川蘭として活動 2024年8月31日、「僕のシンデレラブストーリー」の活動を終了                                                      |
| 小浜 みな こはま みな       | こはみな       | 2003年10月17日（21歳） | B型    | 静岡県   |                | 2023年5月28日 | 2023年9月30日卒業 2024年6月より"楽曲系""熱血スポーツ"アイドルユニット「ORZ研修生」今宮花琳として活動 2024年8月23日、運営都合によるグループ終了に伴い「ORZ研修生」の活動を終了 花琳として活動 |
| クルクル くるくる           | クルクル       | 2006年3月6日（19歳）   | O型    | 千葉県   |                | 2022年7月24日 | 新ユニット選抜メンバー（2024年～） 2023年12月31日卒業 2024年4月29日より「ぽぷりす」として活動                                                                                                |
| 光石 桔梗 みついし ききょう | みっきょん     | 2007年11月22日（17歳） | AB型   | 熊本県   |                | 2022年7月24日 | TOKYO青春映画祭2021 最優秀女優賞 新ユニット選抜メンバー（2024年～） 2023年12月31日卒業 2024年4月29日より「ぽぷりす」として活動                                                               |
| 松里 音杏 まつさと おとあ   | おとあ         | 2008年11月7日（16歳）  | A型    | 愛媛県   |                | 2022年7月24日 | 新ユニット選抜メンバー（2024年～） 2023年12月31日卒業 2024年4月29日より「ぽぷりす」として活動                                                                                                |
| なゆこてゃん                | なゆこ、てゃん | 2007年7月31日（17歳）  | O型    | 三重県   |                | 2023年5月28日 | 新ユニット選抜メンバー（2024年～） 2023年12月31日卒業 2024年4月29日より「ぽぷりす」として活動 2024年7月22日、「ぽぷりす」を卒業                                                              |
| 佐倉 来春 さくら こはる     | こはるん       | 2008年5月24日（16歳）  | O型    | 埼玉県   |                | 2023年5月28日 | 新ユニット選抜メンバー（2024年～） 旧活動名：櫻田来春（さくらだこはる） 2023年12月31日卒業 2024年4月29日より「ぽぷりす」として活動                                                           |
| 姫愛 ひめ                   | ひめ           | 2007年5月28日（17歳）  | B型    | 鹿児島県 | 空色           | 2023年5月28日 | 2024年8月31日卒業 |
| 花舟 かのり                 | かのりん       | 2009年7月10日（15歳）  | O型    | 大阪府   | マリーゴールド | 2023年5月28日 | 2024年8月31日卒業 |
| 愛川 ゆう あいかわ ゆう     | 愛ちゃん       | 2000年6月24日（24歳）  | O型    | 岩手県   | ホワイト       | 2022年7月24日 | 広瀬学院 兼任 2024年9月1日卒業 |
| 北川 花恋 きたがわ かれん   | かれん         | 2002年9月19日（22歳）  | B型    | 東京都   | アクアブルー   | 2023年5月28日 | 2024年9月23日卒業 |
| 秋月 咲瑛 あきづき さえ     | あきちゃん     | 2002年11月17日（22歳） | 不明   | 栃木県   | 青             | 2023年5月28日 | 2024年11月17日卒業 2024年11月23日より「JumpingKiss」平川咲衣(ひらかわ さえ)として活動 |
| 照谷 梨々亜 てるたに りりあ | りぃり         | 2010年11月8日（14歳）  | B型    | 東京都   | ポテトイエロー | 2023年5月28日 | 旧活動名：りり、梨々亜 2025年1月5日卒業 俳優事務所に所属し井上莉里亜として活動 |

## 略歴

### 2022年
- 7月24日 神田明神ホールで行われた「TOKYO青春映画祭 Live 2022 夏」にてお披露目[5]。
- 8月21日 赤羽ReNY alphaで行われた「THIS is OUR HOME」にて、カバー曲「ドキッ! こういうのが恋なの?」を初披露。

### 2023年
- 5月28日 高田馬場BSホールで行われた「中2映画プロジェクト アイドル部～2期生発表会!!～」にて2期生11名が発表された。
- 6月11日 高円寺HIGHで行われた「中2映画プロジェクトアイドル部2期生お披露目公演 supported by MONSTER PARADE」にて2期生がライブパフォーマンスお披露目。
- 12月3日 高田馬場BSホールで行われた「アイ♡ゲキ 中2映画プロジェクト・アイドル部 単独公演」にて、選抜メンバーによる新ユニットの結成が発表された。
選抜メンバーは クルクル、光石桔梗、松里音杏、なゆこてゃん、櫻田来春 の5名。なお、選抜メンバー5名は2023年12月末日をもって中2映画プロジェクト・アイドル部としての活動を終了する。[6]
また新ユニットとしての活動にあたり、櫻田来春は活動名を「佐倉来春（さくらこはる）」とすることが発表された。[7]
- 12月31日 クルクル、光石桔梗、松里音杏、なゆこてゃん、佐倉来春の5名がアイドル部としての活動を終了。

### 2024年
- 4月7日 「中2映画プロジェクト実力診断フェスタ2024」が行われた[8]。グランプリに「愛川ゆう」「秋月咲瑛」の2名が同率で選ばれた。また、仮入部希望メンバーとして、中2映画プロジェクトより2名が初パフォーマンスを行った。
  - 出演：中2映画プロジェクト・アイドル部（愛川ゆう・北川花恋・秋月咲瑛・あんり・みなみ・姫愛・花舟・うさ・りり）、広瀬学院（愛川ゆう・月咲せいあ）、中2映画プロジェクト2024（芭月沙也子、千葉琴葉）
MC：FUJIKIN、アシスタントMC：有村智美、矢田喜多　（会場：池袋リヴォイス）
- 8月2日 姫愛、花舟が2024年8月31日、北川花恋が2024年9月23日をもって中2映画プロジェクト及びアイドル部を卒業することを発表[9]。
- 8月31日 姫愛、花舟の2名が中2映画プロジェクト及びアイドル部を卒業。
- 9月1日 愛川ゆうが、異世界アイドル劇場ニコニコシアターで行われた「愛川ゆう卒業ライブ～I Love You.♡愛に来てくれてありがとう～」にて中2映画プロジェクト及びアイドル部を卒業。
- 9月23日 北川花恋が、異世界アイドル劇場ニコニコシアターで行われた「北川花恋生誕&卒業式～届けたい花恋ビーム☆～」にて中2映画プロジェクト及びアイドル部を卒業。
- 11月17日 秋月咲瑛が、異世界アイドル劇場ニコニコシアターで行われた「秋月咲瑛生誕&卒業ライブ～Bis dann!!～」にて中2映画プロジェクト及びアイドル部を卒業。

### 2025年
- 1月5日 照谷梨々亜が、新事務所所属のため2025年1月をもって中2映画プロジェクト・アイドル部及びTu-ning clubの活動を終了することが、公式Xより発表された。[10]
- 4月11日 ぽぷりす｟NEW POPRETTY STYLE｠及び 中2映画プロジェクト・アイドル部 公式Xより、両グループが5月6日CLUB CRAWLでの昼公演をもって活動を終了することが発表された。この日をもって一旦活動を休止し、プロジェクトとしてリニューアルすると発表されている。[11][12]

## 作品

### 楽曲配信
| 配信日    | タイトル                               | クレジット                                                | 備考 |
| --------- | -------------------------------------- | --------------------------------------------------------- | --- |
| 2022/7/24 | TOKYO DRAMATIC～単純ってピュアだよ！～ | 作詞：つんく 作曲・編曲：スギタシュウト                   | 配信アルバム「中2映画プロジェクト!主題歌集2022」（TNX0003）収録曲 |
| 2023/6/28 | 隣のクラスのあいつ                     | 作詞：つんく 作曲：miifuu 編曲：miifuu・スギタシュウト    | （TNX0005） |
| 2023/6/28 | ドキッ！こういうのが恋なの？           | 作詞：つんく 作曲：つんく 編曲：スギタシュウト            | （TNX0005） えり～な(キャナァーリ倶楽部)カバー |
| 2023/9/17 | 愛してるより上                         | 作詞：つんく 作曲：idiot 編曲：スギタシュウト・マツレイ！ | 「中2映画プロジェクト!主題歌集2023」（TNX0006）収録曲 歌：中2映画プロジェクト・ヒロイン選抜（あんな・クルクル・香村奈保・中村凛乃音・なゆこてゃん） Chorus：香村奈保 |
| 2023/9/17 | High Five!                             | 作詞：naco 作曲：naco 編曲：つばさ・マツレイ！            | 「中2映画プロジェクト!主題歌集2023」（TNX0006）収録曲 歌：中2映画プロジェクト・アイドル部 featuring 奏兎める Chorus：松里音杏                                        |

### シングル
| 発売日     | タイトル                                         | 規格品番 | 収録曲 | 備考               |
| ---------- | ------------------------------------------------ | -------- | --- | ------------------ |
| 2022/12/24 | TOKYO DRAMATIC～単純ってピュアだよ！～（demoCD） |          | 1. TOKYO DRAMATIC～単純ってピュアだよ！～ | 物販・通販限定販売 |
| 2023/6/24  | 隣のクラスのあいつ/ドキッ！こういうのが恋なの？  |          | 1. 隣のクラスのあいつ 2. ドキッ！こういうのが恋なの？ 3. 隣のクラスのあいつ (Instrumental) 4. ドキッ！こういうのが恋なの？ (Instrumental) 5. TOKYO DRAMATIC～単純ってピュアだよ！～ | 物販・通販限定販売 |

### アルバム
| 発売日     | タイトル                         | 規格品番 | 収録曲 | 備考 |
| ---------- | -------------------------------- | -------- | --- | --- |
| 2023/10/23 | 中2映画プロジェクト!主題歌集2023 | TNX0006  | 1. 愛してるより上 / 中2映画プロジェクト・ヒロイン選抜(あんな・クルクル・香村奈保・中村凛乃音・なゆこてゃん) 2. Thank my lucky stars! / Lucky Stars(香坂美妃 ・ちゃな) 3. また君を好きになる夏 / 首藤勇哉 4. 神楽、舞う瞬間には / KAGURAS(生田瑚桃・福島ひなた・武田彩那) 5. Mirage / 香村奈保(中2映画プロジェクト・ヒロイン選抜) 6. High Five! / 中2映画プロジェクト・アイドル部 featuring 奏兎める 7. 愛してるより上(instrumental) 8. Thank my lucky stars!(instrumental) 9. また君を好きになる夏(instrumental) 10. 神楽、舞う瞬間には(instrumental) 11. Mirage(instrumental) 12. High Five!(instrumental) | タワーレコード限定/数量限定盤 一般発売の「MUSIC Ver」と、クラウドファンディング限定盤の「MOVIE Ver」があり、ジャケットおよびブックレット内面のデザインが異なっている |

## ぽぷりす｟NEW POPRETTY STYLE｠

### 概要
- 中2映画プロジェクト・アイドル部のメンバーから選抜された5名により結成された、女性アイドルユニットである。[6]
- 2024年4月29日 新宿DHNoAで行われた「中2映画プロジェクト・アイドル部・選抜お披露目LIVE」にてデビューした。同イベントにて、これまでの仮グループ名であった 中2映画プロジェクト・アイドル部 選抜（仮） に代わり、正式グループ名 ぽぷりす｟NEW POPRETTY STYLE｠ が発表された。[13]
- キャッチフレーズは「NEW POPをコンセプトに色とりどりなアートと音楽の世界をお届けします」
- POPRETTY とは POP＋PRETTY を意味した、メンバーの松里音杏による造語である。

### 略歴

#### 2024年
- 4月29日 新宿DHNoAで行われた「中2映画プロジェクト・アイドル部・選抜お披露目LIVE」にてデビュー。
- 7月22日 なゆこてゃん、卒業[14]。
- 9月29日 光石桔梗が、CLUB CAMELOTで行われた「～光石桔梗卒業ライブ～『みっきょんランド』」にて卒業[15]。

#### 2025年
- 4月11日 ぽぷりす｟NEW POPRETTY STYLE｠及び 中2映画プロジェクト・アイドル部 公式Xより、両グループが5月6日CLUB CRAWLでの昼公演をもって活動を終了することが発表された。この日をもって一旦活動を休止し、プロジェクトとしてリニューアルすると発表されている。[16][17]

### メンバー
| 名前                      | 愛称     | 生年月日              | 血液型 | 出身地 | メンバーカラー | 加入日        | 備考 |
| ------------------------- | -------- | --------------------- | ------ | ------ | -------------- | ------------- | ---- |
| クルクル くるくる         | クルクル | 2006年3月6日（19歳）  | O型    | 千葉県 | 黄色           | 2024年4月29日 |      |
| 佐倉 来春 さくら こはる   | こはるん | 2008年5月24日（16歳） | O型    | 埼玉県 | 水色           | 2024年4月29日 |      |
| 松里 音杏 まつさと おとあ | おとあ   | 2008年11月7日（16歳） | A型    | 愛媛県 | 紫色           | 2024年4月29日 |      |

### 旧メンバー
| 名前                        | 愛称       | 生年月日               | 血液型 | 出身地 | メンバーカラー | 加入日        | 備考              |
| --------------------------- | ---------- | ---------------------- | ------ | ------ | -------------- | ------------- | ----------------- |
| なゆこてゃん                | なゆこ     | 2007年7月31日（17歳）  | O型    | 三重県 | ピンク         | 2024年4月29日 | 2024年7月22日卒業 |
| 光石 桔梗 みついし ききょう | みっきょん | 2007年11月22日（17歳） | AB型   | 熊本県 | 赤色           | 2024年4月29日 | 2024年9月29日卒業 |

### 作品

#### ライブ歌唱曲
- ｢期待外れのシュタイナー｣（作詞・作曲：朴之感想文）
- ｢セニシエンタ｣（作詞・作曲：km33）
- ｢最推し！キメラ☆彡｣（作詞・作曲：みまか　編曲：スギタシュウト）
- ｢スイートマジック｣（カバー）（作詞・作曲：Junky）
- 「恋愛裁判」（カバー）（作詞・作曲：40mp）

（オープニングSE（作曲・編曲：スギタシュウト））

## 出演

### 中2映画プロジェクト2021作品
- 「従姉妹協奏曲」（西玲名）

### 中2映画プロジェクト2022作品
- 「アイアム・ミー！」（西玲名）
- 「言ってくれよ」（桜未莉緒、五十嵐蘭、クルクル）
- 「Believe」（濱中里凪）
- 「ときめきの栞」（愛川ゆう）
- 「アイマイミーマイン」（せら）
- 「カオル・コンプレックス」（光石桔梗、松里音杏）

### 中2映画プロジェクト2023作品
- 「グー然じゃないピース」（西玲名、松里音杏）
- 「シンデレLOVE」（花舟、光石桔梗）
- 「トイレの中のゲーム女子」（愛川ゆう、五十嵐蘭、桜未莉緒、櫻田来春、みなみ、姫愛）
- 「そんなバカな!!」（クルクル、なゆこてゃん）

### 中2映画プロジェクト2024作品
- 「青の灯」（芭月沙也子）
- 「ほたる部」（姫愛、光石桔梗、愛川ゆう、桜未莉緒）
- 「モテ気」（松里音杏、なゆこてゃん、花舟、千葉琴葉）
- 「小夜子の音色（おと）」（西玲名、クルクル、佐倉来春、みなみ、りり）